# Callopistria srdinkoana
Callopistria srdinkoana är en fjärilsart som beskrevs av Joukl 1908. Callopistria srdinkoana ingår i släktet Callopistria och familjen nattflyn. Inga underarter finns listade i Catalogue of Life.